# Tegerfelden
Tegerfelden és un municipi del cantó d'Argòvia (Suïssa), situat al districte de Zurzach a la vall del Surb El primer esment escrit Tegerfelt data del 851.
Amb 38 hectàrees de vinya i cinc viticultors, és el poble vinícola més gros d'Argovia. S'hi troba el Museu cantonal de la Viticultura.